# Frozen Justice
Frozen Justice is een Amerikaanse dramafilm uit 1929 onder regie van Allan Dwan. In Nederland werd de film destijds uitgebracht onder de titel Taloe, de halfbloed. De film is wellicht zoekgeraakt.

## Verhaal
Een halfbloed Eskimovrouw laat haar stam en haar man in de steek voor een zeekapitein. Ze is al vlug teleurgesteld in de grote wereld. Ze besluit terug naar huis te keren, maar dat gaat niet van een leien dakje.

## Rolverdeling
| Acteur          | Personage        |
| --------------- | ---------------- |
| Leonore Ulric   | Taloe            |
| Robert Frazer   | Lanak            |
| Louis Wolheim   | Kapitein Jones   |
| Winter Blossom  | Douglamana       |
| El Brendel      | Zweed            |
| Tom Patricola   | Danser           |
| Alice Lake      | Little Casino    |
| Gertrude Astor  | Moosehide Kate   |
| Adele Windsor   | Vrouw uit Boston |
| Neyneen Farrell | Yukon Lucy       |
| Warren Hymer    | Barman           |
| Louis Morrison  | Eigenaar         |
| Charles Judels  | Franse matroos   |
| Joe Rochay      | Jood             |